# 文藝春秋
文藝春秋股份有限公司（日語：株式會社文藝春秋）是一家總部位於東京都千代田区的日本出版社。

## 概要
1923年1月，菊池寬創立文藝春秋社。

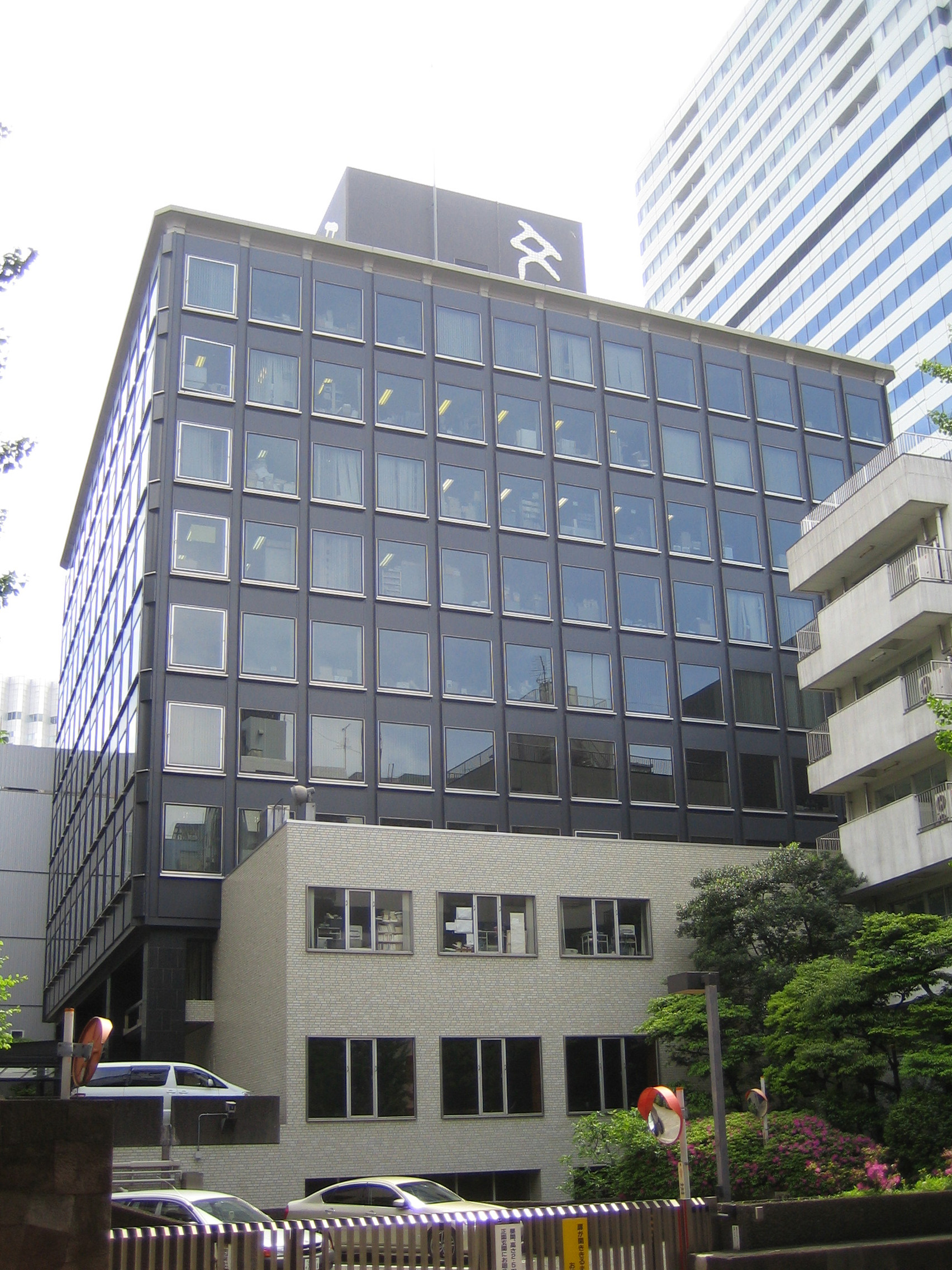
文藝春秋本館

1946年3月，文藝春秋社因參與“戰爭協力”而遭到解散；同年6月，佐佐木茂索等原文藝春秋社的社員志願組建了株式會社文藝春秋新社。
1966年3月，文藝春秋新社更名為株式會社文藝春秋。
除了芥川獎與直木奖之外，文藝春秋還負責運營和頒發其他文學類獎項。
在1968年到1981年期間，文藝春秋社與東京12頻道合作推出了一檔介紹各界著名人物其生涯的人物傳記題材系列電視紀錄片《有歷史的人》。

## 出版物
- 文庫
  - 文春文庫
  - 文春文庫PLUS（2001年1月－2009年3月刊）
  - 文春學藝文庫（2013年10月創刊，隔月刊）
- 新書（日语：新書）
  - 文春新書（日语：文春新書）（1998年10月創刊）
- 影片（以前為VHS，現在為DVD）
  - 熱鬥！日本系列（日语：熱闘!日本シリーズ）
- 日本的論點（日语：日本の論点）（1992年發行的年鑒雜誌）

### 雜誌

#### 周刊
- 《周刊文春》

#### 雙週刊
- 《Sports Graphic Number》

#### 月刊
- 《文艺春秋》（綜合雜誌）
- 《本之話》（PR雜誌）
- 《CREA（日语：CREA (雜誌)）》（女性雜誌）
- 《ALL读物》（文學雜誌）
- 《文学界》（文學雜誌）

#### 雙月刊
- 《文藝春秋別冊（日语：別册文藝春秋）》（文學雜誌）

## 花邊新聞

### 文藝春秋與麻將
文藝春秋社的創始者菊池寬十分沉迷于麻将，也是「日本麻雀連盟」的初代总裁，1929年开始输入贩卖麻雀牌，推动了麻将风潮的出现。结果却陷入了在麻将风潮到来之际麻将牌却不足的窘境，开始制造并贩卖其原创的「文藝春秋麻雀牌」。

## 相關書籍
- 鹽澤實信、『出版社大全』其中一章、論創社（日语：論創社）、ISBN 4-8460-0543-7
- 文藝春秋、文藝春秋、1991年12月。ISBN 4-16-999000-5
- 文藝春秋、文藝春秋、1994年12月。ISBN 4-16-999001-3
- 池島信平中公文庫　戰前（日语：戦前）、戰中（日语：戦中）、占領期（日语：占領期）的回想

## 外部連結
- 官方网站
- 文藝春秋出版局的Facebook專頁
- 文藝春秋書籍営業部的X（前Twitter）
- 文藝春秋電子書籍
- 文藝春秋電子書籍的Facebook專頁
- ☆文藝春秋 電子書籍☆的X（前Twitter）
- 文藝春秋 電子書籍編集部的Instagram帳戶
- 文藝春秋プロモーション部的Instagram帳戶
- 本の話Web